# Contea palatina

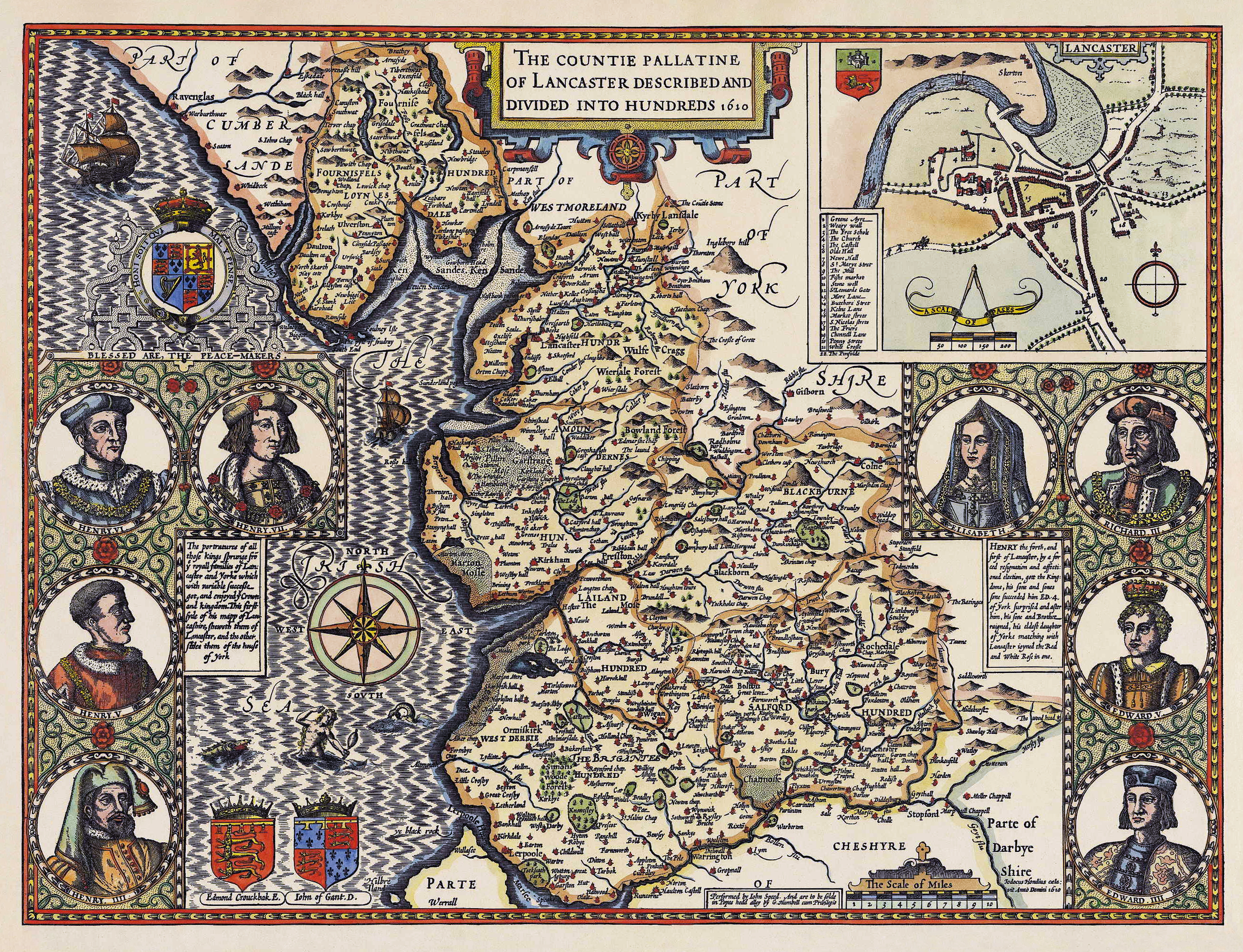
Mappa di John Speed della Contea palatina di Lancaster nel 1610

In Inghilterra, Galles e Irlanda una contea palatina o palatinato era un'area governata da un nobile ereditario che godeva di speciale autorità e autonomia dal resto del regno. Il nome deriva dall'aggettivo latino palātīnus, "relativo al palazzo", dal sostantivo palātium,"palazzo". Implica quindi l'esercizio di una prerogativa quasi reale all'interno di una contea, vale a dire una giurisdizione governata da un conte (in inglese, earl). Un ducato palatino è simile ma è governato da un duca, un nobile di più alta precedenza rispetto a un conte.
Il nobile giurava fedeltà al re ma aveva il potere di governare la contea in gran parte in modo indipendente dal monarca. Va quindi distinta dalla baronia feudale, detenuta dal re, che non possedeva tale autorità indipendente. I governanti delle contee palatine crearono le proprie baronie feudali, da detenere direttamente da loro in capite, come la Baronia di Halton. Le giurisdizioni delle contee palatine furono create in Inghilterra sotto il dominio della dinastia normanna. Nell'Europa continentale sorsero in epoca precedente.
In genere, quando il sovrano concedeva a un signore un'autonomia di tipo palatino, ciò avveniva in un distretto alla periferia del regno, in un momento in cui il distretto era a rischio per le azioni di insorti armati sleali che potevano ritirarsi oltre i confini e rientrare. Per il sovrano inglese in epoca normanna ciò si applicò per l'Inghilterra settentrionale, il Galles e l'Irlanda. Poiché l'autorità concessa era ereditaria, alcune contee palatine sopravvissero giuridicamente ben oltre la fine del periodo feudale.

## Storia

### Durham, Chester e Lancaster
I palatinati emersero in Inghilterra nei decenni successivi alla conquista normanna, quando a vari conti o vescovi furono concessi poteri palatini ("dal palazzo"), cioè poteri che in altre aree erano esercitati direttamente dal re. In alcuni luoghi è probabile che fosse stata in parte una misura difensiva, per consentire alle autorità locali di organizzare la difesa di aree di frontiera vulnerabili a propria discrezione, evitando di aspettare le decisioni della corte e rimuovendo gli ostacoli alla direzione coordinata delle risorse locali a discrezione di un singolo funzionario. Tuttavia, furono concessi poteri palatini anche su aree come l'Isola di Ely che non erano vicine ad alcuna frontiera.

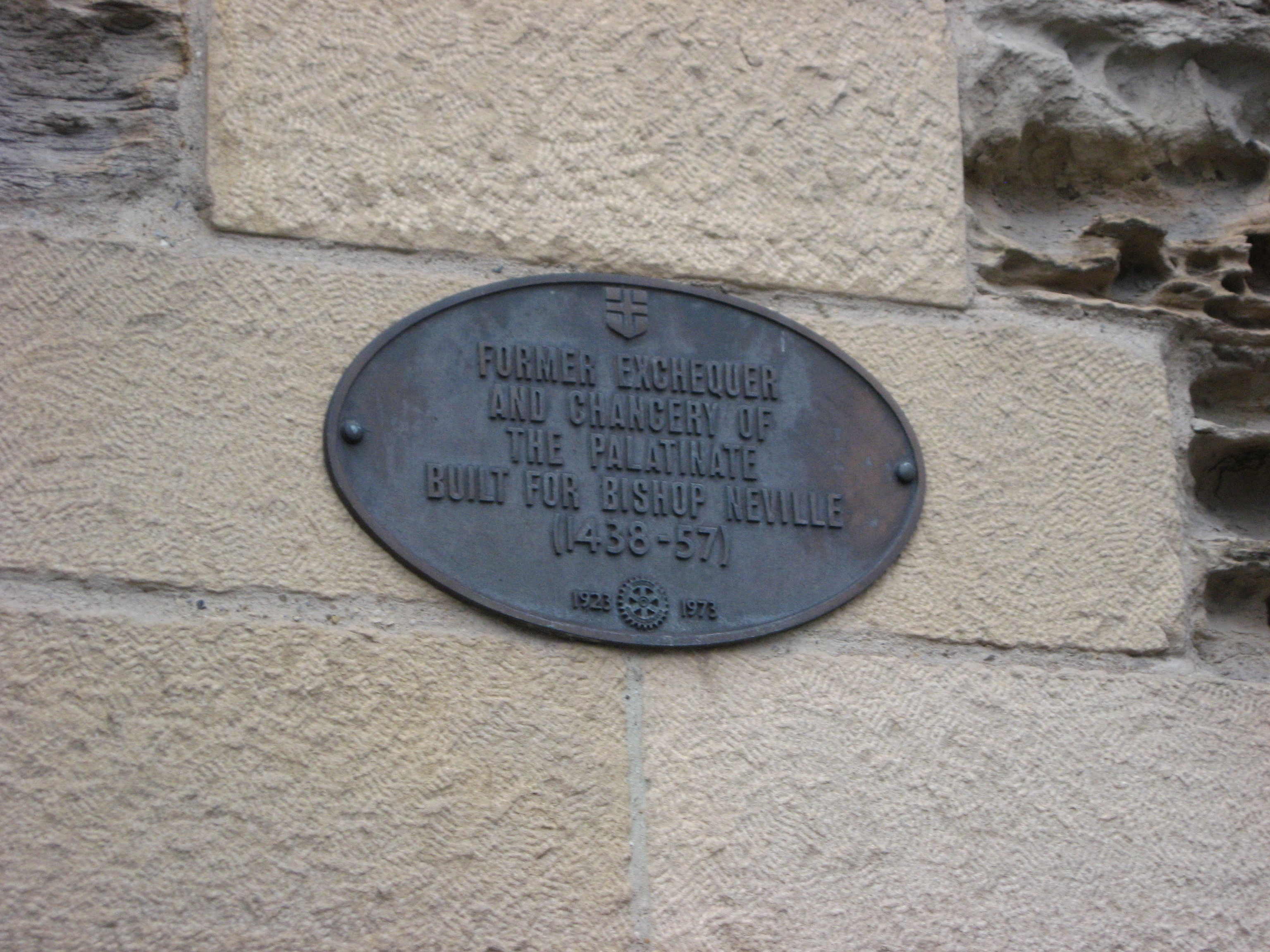
Placca del palatinato di Durham.

I poteri palatini sul Cheshire furono acquisiti dai conti di Chester, un titolo che fin dal 1254 era stato riservato all'erede legittimo al trono (a parte un breve mandato nel 1264–1265 da parte di Simon de Montfort, che aveva preso il controllo del governo da Enrico III). Chester aveva un proprio parlamento, composto dai baroni della contea, e non fu rappresentato nel Parlamento d'Inghilterra fino al 1543, mentre mantenne alcuni dei suoi privilegi speciali fino al 1830.
Poteri eccezionali furono concessi anche ai vescovi di Durham, che all'indomani della conquista normanna furono incaricati dell'amministrazione secolare in quella che divenne la contea di Durham. Il potere autonomo esercitato da questi vescovi sulla Contea palatina di Durham fu particolarmente duraturo: Durham ottenne una rappresentanza parlamentare solo nel 1654, mentre i vescovi di Durham mantennero la loro giurisdizione temporale fino al 1836.

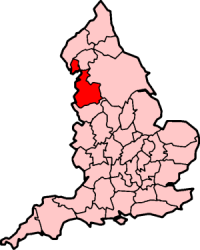
Confine della contea palatina di Lancaster in Inghilterra

I poteri palatini sul Lancashire furono conferiti al primo duca di Lancaster nel 1351, contemporaneamente alla sua promozione dallo status di conte. Il ducato di Lancaster fu il secondo ducato creato in Inghilterra (dopo quello di Cornovaglia nel 1337, anch'esso associato a poteri palatini) e fu unito alla Corona con l'ascesa di Enrico IV nel 1399, ma i suoi vasti possedimenti non furono mai assimilati alle proprietà della Corona, continuando anche oggi ad essere amministrati separatamente per il monarca in qualità di duca di Lancaster. I diritti esercitati attraverso il ducato, invece che attraverso la Corona, includevano i suoi poteri palatini sul Lancashire, gli ultimi dei quali furono revocati solo nel 1873.
I decreti reali non furono eseguiti in queste tre contee palatine fino al XIX secolo e, fino agli anni '70 del XX secolo, Lancashire e Durham ebbero le proprie corti di cancelleria.

### Altre contee palatine
In vari periodi della storia, le seguenti aree detennero lo status di palatinato: Shropshire, Kent, l'Isola di Ely, Hexhamshire nel Northumberland e, in Galles, la contea di Pembroke (fino all'approvazione del Laws in Wales Act 1535).
Sebbene non formalmente classificato come palatinato, in Cornovaglia molti dei diritti associati ai palatinati furono conferiti al duca di Cornovaglia, titolo creato nel 1337 e sempre detenuto dall'erede al trono.
Nella storia del Galles in epoca normanna, il termine usato più spesso è Lord delle Marche, che è simile ma non perfettamente uguale a un signore palatino. Tuttavia, in Galles furono create numerose giurisdizioni completamente palatine.
Vi furono diversi distretti palatini in Irlanda, di cui i più notevoli erano quelli dei Conti di Desmond e dei Conti di Ormond nella contea di Tipperary. Quest'ultimo continuò ad esistere fino all'abolizione nel 1715.
In Scozia, la contea di Strathearn fu identificata come contea palatina nel XIV secolo, sebbene il titolo di conte di Strathearn sia stato abitualmente fuso con la Corona nei secoli successivi ed esistono poche indicazioni che lo status di Strathearn differisse nella pratica da quello di altre contee scozzesi.
Nelle colonie, lo status palatino fu concesso alla storica provincia di Avalon nella colonia di Terranova, e a Maryland sotto Cecilius Calvert, 2º barone di Baltimora.